# Axel Ngando
Axel Ngando Elessa (* 13. Juli 1993 in Asnières-sur-Seine) ist ein französischer Fußballspieler kamerunischer Herkunft.

## Vereinskarriere
Ngando begann das Fußballspielen in der Umgebung der französischen Hauptstadt Paris und spielte für verschiedene Vereine, ehe er 2005 in die Jugendabteilung des Topklubs Paris Saint-Germain aufgenommen wurde. Ein Jahr darauf wurde er nach Westfrankreich zum Stade Rennes abgegeben. Bei Rennes spielte er weiter in der Jugend und wurde im April 2011 als bester Jugendspieler des Klubs ausgezeichnet. Im selben Monat gelang ihm mit 17 Jahren sein Debüt für die zweite Mannschaft in der vierten Liga. Für diese lief er in der folgenden Spielzeit häufiger auf und wurde im April 2012 mit einem Profivertrag ausgestattet.
Dementsprechend zählte Ngando ab Juli 2012 zum Erstligakader, wurde aber weiterhin hauptsächlich in der Reserve eingesetzt. Dennoch konnte er am 2. Februar 2013 sein Erstliga- und damit sein Profidebüt feiern, als er bei einer Partie gegen den FC Lorient in der 90. Minute eingewechselt wurde. Noch in derselben Spielminute, und somit in seiner ersten Einsatzminute als Profi, erzielte er das Tor zum 2:2-Ausgleich, der zugleich den Endstand darstellte. Für die Dauer der Spielzeit 2013/14 wurde er an den Zweitligisten AJ Auxerre verliehen, wo er fortan regelmäßig Spielpraxis in der ersten Mannschaft erhielt. 2014/15 wurde er wieder verliehen, dieses Mal zum SCO Angers.
Im Sommer 2017 wechselte er vom SC Bastia zum türkischen Erstligisten Göztepe Izmir. Dort spielte er zwei Jahre und ging dann erneut zu AJ Auxerre. Nachdem dort sein Vertrag im Sommer 2021 nicht verlängert worden war, war er sechs Monate ohne Verein, ehe er sich zur Rückrunde der Saison 2021/22 dem Ligarivalen Grenoble Foot anschloss.

## Nationalmannschaft
Als A-Jugendlicher wurde Ngando im März 2011 für die französische U-18-Auswahl berücksichtigt und debütierte bei einem 2:3 gegen Deutschland. Er bestritt drei weitere Partien und rückte nach der Sommerpause 2011 in die U-19 auf. Für diese kam er elfmal zum Einsatz, bis er zur U-19-EM 2012 eingeladen wurde. Dort lief er in allen vier Partien für sein Team, das das Halbfinale erreichte, auf. Im Anschluss daran wurde er in die U-20-Mannschaft aufgenommen. Mit dieser nahm er an der U-20-WM 2013 teil, erreichte das Finale und stand auf dem Platz, als sich Frankreich im Finale gegen Uruguay nach einem 0:0 durch den Sieg im Elfmeterschießen den Titel sicherte. Im November desselben Jahres rückte er in die U-21 auf.